# Фултън (окръг, Илинойс)
Окръг Фултън (на английски: Fulton County) е окръг в щата Илинойс, Съединени американски щати. Населението на града е 38 250 души (2000). Административен център е град Луистаун.

## История
Окръга е кръстен на Робърт Фултън, изобретателя на парахода. Това е домът на известния поет и писател Едгар Лий Мастърс.

## География
Окръгът е с обща площ от 882.57 квадратни мили (2,285.8 кв. км), от които 865,60 квадратни мили (2,241.9 кв. км) е земя и 16.98 квадратни мили (44 кв. км) е водни площи.

## Климат
През последните години средните температури в окръга са варирали от 14 °F (-10 °C) през януари до 88 °F (31 °C) през юли. Рекордно ниско ниво от -30 °F (-34 °C) е регистрирано през януари 1999 г. и рекордно високо ниво от 106 °F (41 °C) е регистрирано през юли 1983. Средните месечни валежи варират от 1.85 инча (4.7 см) през януари до 4,43 инча (11.3 см) през май.